# Jelcz 039
Jelcz 039 – prototyp autobusu miejskiego stworzonego w 1970 roku przez Jelczańskie Zakłady Samochodowe w Jelczu (obecnie Jelcz-Laskowice) koło Oławy.

## Prototypy i historia
Zaprzestanie prac nad jelczańskim prototypem Odra 042 stanowi do dziś wielką zagadkę. Przypuszcza się, że ktoś wstrzymał dalsze prace badawcze; istnieje również teoria, iż Odra podczas jazd próbnych we Wrocławiu uległa kolizji i nie została już odbudowana.
Niepowodzenie nie zniechęciło jelczańskich konstruktorów i w roku 1970 powstał następny prototyp, oznaczony symbolem 039. Był to autobus miejski o standardowej długości 12 metrów, który mógł pomieścić 120 pasażerów. Posiadał 3 pary drzwi umieszczonych w układzie 2-2-2. Odznaczał się przy tym nowoczesną, kanciastą sylwetką ze znacznie przeszklonym nadwoziem, podobną do bułgarskiego Czawdara 14 z roku 1968 (zbliżoną stylizację posiadały też produkowane później autobusy czeskiej Karosy). W układzie napędowym zastosowano silnik Leylanda, umieszczony z tyłu, skrzynię biegów ZF, most tylny RABA. Zawieszenie osi przedniej, drzwi oraz cała struktura pojazdu stanowiły własną konstrukcję. Jelcz 039 wykonany został w jednym egzemplarzu i uzyskał podczas badań przebieg około 60 tysięcy kilometrów. Nie podjęto decyzji o seryjnej produkcji tego pojazdu, gdyż wybrano licencję (Berliet PR100), zaś jedyny prototyp został zezłomowany.